# Turneria
Turneria – rodzaj mrówek należący do podrodziny Dolichoderinae, opisany przez A. Forela w 1895 r. Obejmuje 7 gatunków.

## Gatunki
- Turneria arbusta  Shattuck, 1990
- Turneria bidentata  Forel, 1895
- Turneria collina  Shattuck, 1990
- Turneria dahlii  Forel, 1901
- Turneria frenchi  Forel, 1911
- Turneria pacifica  Mann, 1919
- Turneria postomma  Shattuck, 1990